# Institut dentaire George-Eastman (Paris)

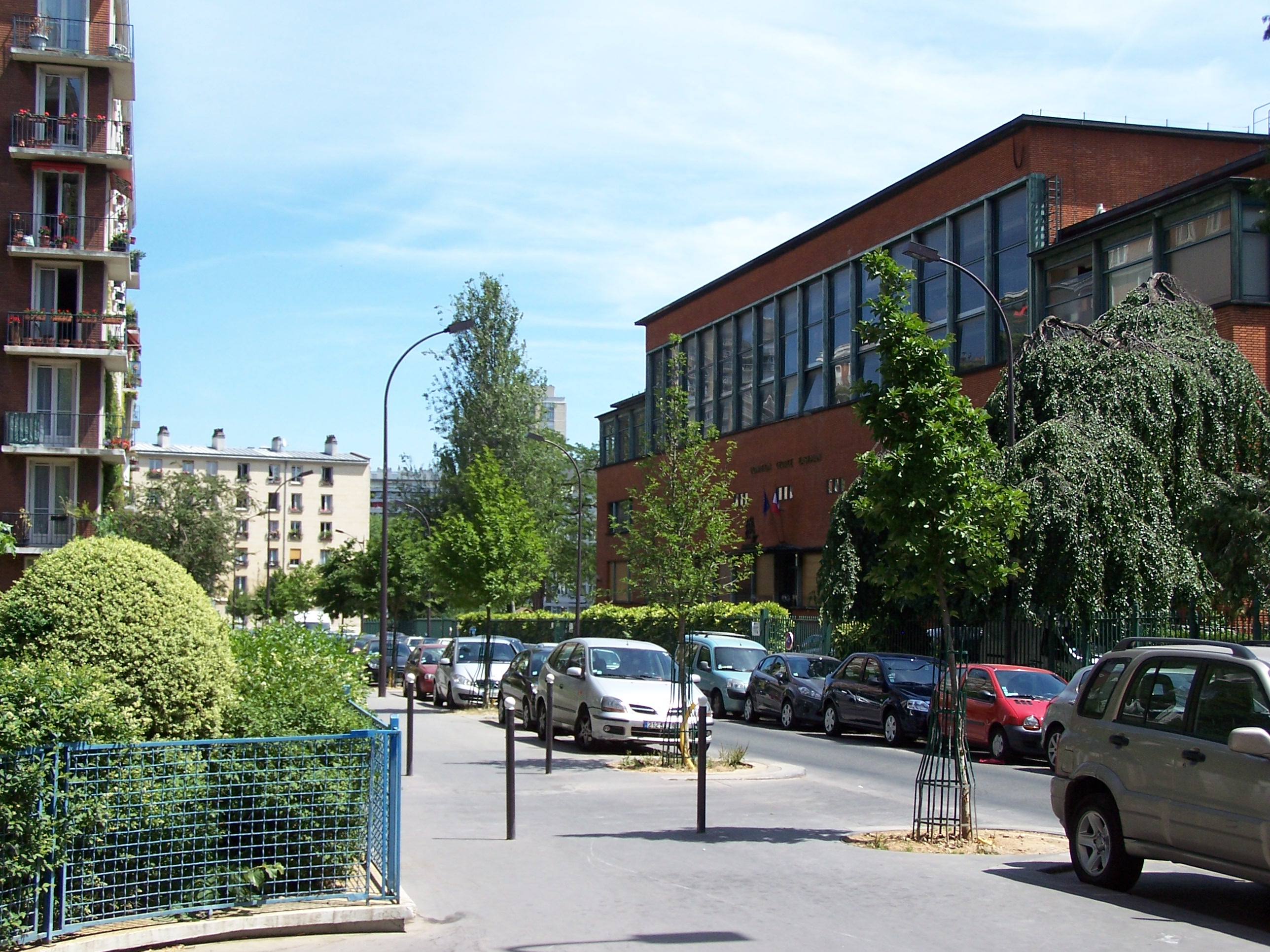
L'institut vu depuis la rue George-Eastman.

Pour l’article homonyme, voir Institut dentaire George Eastman (Bruxelles).
L'institut dentaire George-Eastman est un centre médical de soins dentaires situé au 11 rue George-Eastman dans le 13e arrondissement de Paris, le long du parc de Choisy. Construit sur les plans d'Édouard Crevel dans les années 1930 grâce à une donation de l'industriel américain George Eastman, il se caractérise par ses murs en briques rouges ornés de sculptures monumentales de Carlo Sarrabezolles. 
Pendant la Seconde Guerre mondiale, le bâtiment est réquisitionné par la Wehrmacht comme hôpital militaire, avant de servir de centre de répression contre les collaborateurs lors de l'épuration qui fait suite à la Libération de Paris. Il revient ensuite à sa destination initiale de centre bucco-dentaire puis, en 2019, est inscrit aux monuments historiques et réaménagé.

## Historique

### Fondation
L'établissement est créé au milieu des années 1930 sous le nom de Fondation George-Eastman en vue de surveiller l'hygiène dentaire des enfants parisiens, à partir d'une donation de l'industriel américain George Eastman, inventeur de la pellicule photographique et fondateur de Kodak. Le bâtiment est conçu par Édouard Crevel, architecte en chef de la Ville de Paris et de la préfecture de la Seine.
La construction de l'institut est d'abord envisagée en 1934 dans le quartier des Épinettes, dans le 17e arrondissement. Néanmoins, la destruction en 1933 de l'usine à gaz d'Ivry libère un terrain pour l'aménagement du parc de Choisy, demandé depuis 1930 par le conseiller municipal communiste Louis Gélis. Le projet de l'institut vient donc se greffer sur celui du parc et sera bâti sur son emprise. Le parc est dessiné par un autre architecte de la Ville de Paris, Roger Lardat.
La première pierre de l'institut est posée le 29 juillet 1935, et il est inauguré le 21 octobre 1937. Carlo Sarrabezolles en conçoit en 1938 les décorations intérieures et extérieures, et Raymond Subes réalise certaines ferronneries.
La rue George-Eastman est ouverte à la même époque, en 1937, et prendra son nom en 1947.

### Seconde Guerre mondiale et occupation
Pendant la Seconde Guerre mondiale et l'occupation de Paris, il sert d'hôpital militaire pour les soldats allemands. Il est réquisitionné le 8 septembre 1940 sous le nom Wehrmacht Zahnklinik Eastmann [sic] der Kriegslazarett, Abteilung 680 (littéralement « Clinique dentaire de l'hôpital militaire, département 680 »),.

### Libération et épuration
Lors de la Libération de Paris en août 1944, ce bâtiment est tenu par des FTP, souvent des résistants de la dernière heure (baptisé ironiquement FFS pour « Forces françaises de septembre ») avec à leur tête le capitaine Bernard (René Sentuc) nommé par le colonel Fabien. Le bâtiment sert officiellement, lors de l'Épuration, de centre de répression contre les collaborateurs, mais devient officieusement un centre clandestin de séquestration et d'exécution, où plus de deux cents personnes sont incarcérées et torturées, souvent sur simple dénonciation, entre le 20 août et le 15 septembre 1944.
Le collaborateur Jean-Pierre Abel, arrêté le 30 août, y passe 76 jours et publie en 1948 L'Âge de Caïn dans lequel il raconte sa détention.
Arrêtée par erreur, Madeleine Goa est fusillée dans l'enceinte de l'institut et son corps criblé de balles sera retrouvé abandonné dans la rue par la police ; son mari est jeté sous un char de la division Leclerc. Après enquête, il s'avère qu'ils avaient protégé des résistants et caché des Juifs et des parachutistes. Trente-huit personnes détenues dans l'institut sont exécutées sur les bords de la Seine et leurs cadavres sont par la suite repêchés,. 
René Sentuc ne sera arrêté pour ces faits qu'en 1952, mais bénéficiera de la loi d'amnistie de 1953 pour les infractions commises pendant la guerre.
En 2022, le polar J'étais le collabo Sadorski de Romain Slocombe prend pour scène l'Institut dentaire pendant l'épuration.

### Après guerre
Après la guerre, le bâtiment retrouve sa vocation et abrite un centre bucco-dentaire de la mairie de Paris.
Dans les années 1980, les chirurgiens-dentistes exerçant en libéral sur la place de Paris voient dans ce dispensaire une concurrence déloyale, compte tenu de ses prix réduits à destination des populations défavorisées, et exercent donc une forte pression auprès de Jacques Chirac, alors maire de Paris, pour obtenir sa fermeture. À défaut de le fermer complètement, Chirac cède à certaines de leur demandes, faisant passer le nombre annuel de consultations de 100 000 au début des années 1980 à 13 000–14 000 en 1988.
En 1991, deux laboratoires de la mairie de Paris s'y installent, dans l'espace laissé vide par la baisse d'activité : le laboratoire d'hygiène de la ville de Paris (LHVP) et le laboratoire d'étude des particules inhalées (LEPI).
Le bâtiment est inscrit dans sa totalité aux monuments historiques par arrêté du 21 janvier 2019. En octobre 2019, dans le cadre du projet « Réinventer Paris 2 », son réaménagement est confié à la Compagnie de Phalsbourg.

## Description

### Bâtiment
Le bâtiment est construit sur une ossature métallique supportant une double paroi de briques rouges, dont les joints horizontaux sont accentués et les joints verticaux diminués. L'architecture de l'institut, « sobre et monumentale, peut être vue comme un savant compromis entre le style épuré des avant-gardes et un respect des modes de composition à la française ».

### Sculptures de Sarrabezolles
Carlo Sarrabezolles a réalisé sept médaillons pour l'institut, cinq à l'intérieur et deux à l'extérieur.
Les cinq médaillons intérieurs sont des bronzes représentant l'enfant dans ses activités vitales : le sommeil, le repas, le jeu, l'étude et la musique,.
Les deux médaillons extérieurs, ornant la façade côté jardin, sont des hauts-reliefs en pierre représentant des figures allégoriques tirées notamment de la mythologie grecque : 
- Sur l'aile est, George Eastman, fondateur de Kodak, offrant à la France l'institut de stomatologie qui porte son nom représente l'Amérique, accompagnée du dieu de la médecine Esculape avec son serpent, traversant l'Atlantique sur une barque ornée des étoiles du drapeau américain, pour offrir l'institut à la France et à un enfant qui lui tendent les bras[18],[19].
- Sur l'aile ouest, La Santé publique triomphant de la maladie[20],[21],[22] représente la maladie vaincue par la médecine, personnifiées par l'hydre tuée par Hercule, dans le deuxième de ses douze travaux. L'hydre prend ici la forme d'une créature au corps humain avec deux queues de serpent à la place des jambes, dont l'une empoisonne un enfant ; elle est terrassée par un Hercule triomphant, armé de sa massue à la main droite et d'un pavot à la main gauche[18],[19].

### Ferronneries de Subes

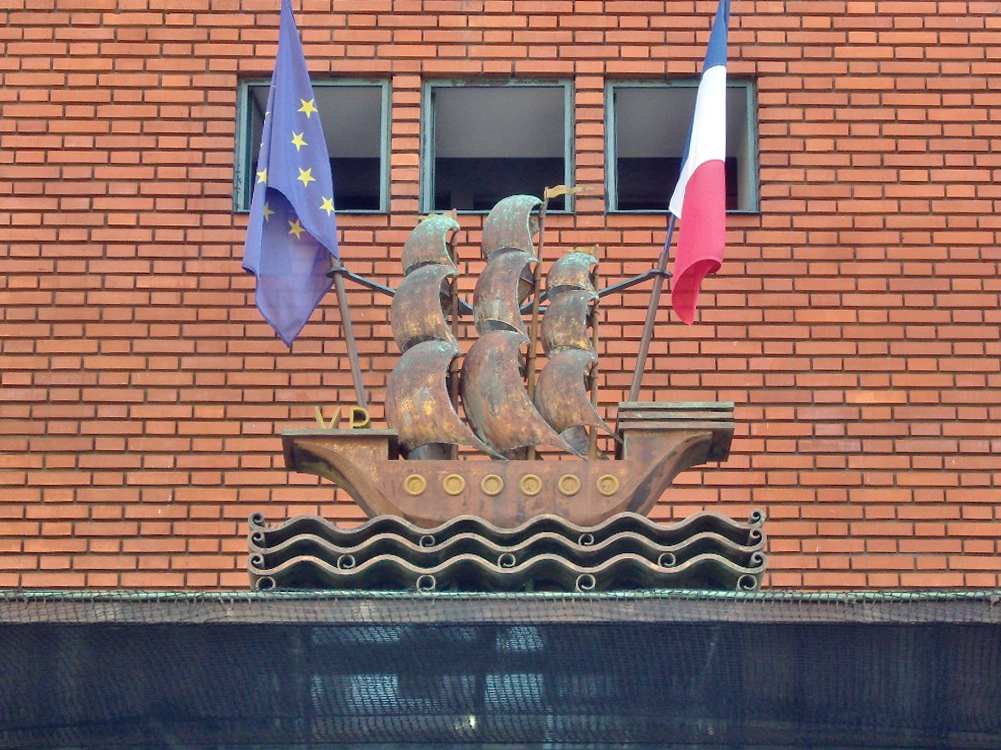
Blason de Paris au-dessus de la porte d'entrée de Raymond Subes.

Raymond Subes a réalisé certains éléments de ferronnerie, dont la porte d'entrée principale. Celle-ci était située initialement côté jardin et se trouve actuellement côté rue. Il s'agit d'une porte vitrée à double vantail et double poignée. Son chambranle, formant en plan des redents, avance en saillie. À son sommet est fixée une sculpture représentant le navire du blason de Paris, exécutée en cuivre repoussé au marteau et patiné.

### Filmographie
- Joseph Beauregard, Règlements de comptes à l'Institut : Paris, août – septembre 1944, documentaire, 52 min, diffusé sur Histoire TV, 14 décembre 2021.